# Achilixius tubulifer
Achilixius tubulifer är en insektsart som först beskrevs av Melichar 1914.  Achilixius tubulifer ingår i släktet Achilixius och familjen Achilixiidae. Inga underarter finns listade i Catalogue of Life.